# Schlägl
Schlägl – dawna gmina w Austrii, w kraju związkowym Górna Austria, w powiecie Rohrbach. 1 maja 2015 została połączona z gminą targową Aigen im Mühlkreis tworząc nowa gminę targową Aigen-Schlägl.